# Ariarich
Ariarich také Ariachus byl ve 4. století pohanský vládce tervingských Gótů Jeho následníkem byl Geberich. V roce 328 Konstantin I. Veliký nechal postavit most přes řeku Hister a k němu opevnění na území Olténie a Valašska, které se nacházely v dnešním Rumunsku. Snadný přechod řeky způsobil migraci gótských Tervingů a Taifalů na západ do povodí Tisy. Toto území kontrolovali a obývali Sarmati. Ti se spojili s Konstantinem Velikým, který jmenoval svého syna Konstantina II. k výpravě proti Gótům koncem roku 332, když již nastala pozdní zima. Výprava proti Gótům údajně skončila smrtí zhruba sto tisíce lidí v důsledku mrazivého počasí a nedostatku potravin. V témže roce byl Ariarich nucen podepsat dohodu s Konstantinem II., Ariarichův syn Aorich byl vychován v Konstantinopoli. Zde také byla postavena socha na jeho památku. Podle Ariarichova syna Aoricha a jeho i jeho vnuka Athanaricha byli západní Gótové postupně integrováni do východořímského systému, pomocných vojsk ve východní části římského impéria proti Sasánovské říši.